# Ready to Be
Ready to Be è il dodicesimo EP del girl group sudcoreano Twice, pubblicato il 10 marzo 2023.

## Tracce
1. Set Me Free – 3:01
2. Moonlight Sunrise – 3:00
3. Got the Thrills – 2:53
4. Blame It on Me – 2:40
5. Wallflower – 2:56
6. Crazy Stupid Love – 2:49
7. Set Me Free (English ver.) – 3:01

## Classifiche

### Classifiche settimanali
| Classifica (2023) | Posizione raggiunta |
| ----------------- | ------------------- |
| Austria           | 11                  |
| Belgio (Fiandre)  | 14                  |
| Belgio (Vallonia) | 14                  |
| Canada            | 11                  |
| Corea del Sud     | 1                   |
| Croazia           | 2                   |
| Finlandia         | 15                  |
| Francia           | 15                  |
| Germania          | 8                   |
| Giappone          | 3                   |
| Grecia            | 36                  |
| Italia            | 72                  |
| Polonia           | 3                   |
| Portogallo        | 2                   |
| Stati Uniti       | 2                   |
| Spagna            | 16                  |
| Svizzera          | 19                  |
| Ungheria          | 7                   |

### Classifiche di fine anno
| Classifica (2023) | Posizione |
| ----------------- | --------- |
| Corea del Sud     | 14        |
| Giappone          | 59        |
| Stati Uniti       | 178       |